# 苏联共产党中央监察委员会
苏联共产党中央监察委员会（俄语：Центральная контрольная комиссия КПСС）是苏联共产党的最高纪律检查机关。其成员在苏共中央委员会上选举产生。苏共中央监察委员会遵守党的程序和规章来监督党员和预备党员的党纪问题，声明纪律和党的道德规范。它也负责执行惩罚，包括开除出党。中央监察委员会也被当作党员为了惩罚当地党组织的上诉机关。

## 历史
1917年7月俄国社会民主工党（布尔什维克）第六次代表大会上，决定在党中央设立检查委员会，对党中央的财务实行监督。1918年5月成立国家监察人民委员部，职责是监督、检查国家机关对决议和命令、计划的执行情况、监督检查其工作作风。1919年5月，国家监察人民委员部下设立了中央申诉局和地方分局。1920年2月全俄中央执行委员会通过决议把国家监察人民委员部改组为“工农检察院”。1920年9月，俄共（布）第九次全国代表会议通过的决议：“有必要成立一个同中央委员会平行的监察委员会。监察委员会应当由党内最有修养、最有经验、最大公无私并能够严格执行党的监督的同志组成。党的代表大会选出的监察委员会应当有权接受和协同中央委员会审理一切控诉，必要时可以同中央委员会举行联席会议或把问题提交党的代表大会。”1921年3月，俄共（布）第十次代表大会决定成立监察委员会。1922年3月党的第十一次代表大会通过了《关于监察委员会的任务和目的》的决议。
1923年4月俄共（布）召开第十二次代表大会扩大中央监察委员会人数至50人，“中央监察委员会的基本任务，就是从各方面保证党的路线能在所有苏维埃机关的工作中得到贯彻”。第一任主席是瓦列里安·弗拉基米罗维奇·古比雪夫。1924年5月俄共（布）十三大决定把中央监察委员会人数扩大到150人。1925年12月党的十四大通过的党章规定中央监察委员会主席团派代表三人（主席团委员）和副代表三人出席中央政治局会议，派代表五人（主席团委员）和副代表五人参加中央组织局和中央书记处的会议。中央监察委员会在古比雪夫的领导下，在党内斗争中完全站在斯大林一边。1926年10月26日党的十五大托洛茨基向斯大林猛攻。1926年11月3日，奥尔忠尼启泽被斯大林任命为中央监察委员会主席兼任政治局候补委员。1929年4月23日党的十六大通过《关于同官僚主义做斗争的办法》。1929年中央监委领导了清党。1930年，联共北高加索边疆区区委书记安德烈·安德烈耶维奇·安德烈耶夫任联共中央监察委员会主席兼苏联工农检查人民委员，苏联人民委员会副主席。1931年扬·埃内斯托维奇·鲁祖塔克继任。 
1934年1月联共（布）第十七次代表大会通过决议，撤销中央监察委员会和工农检查院的联合机构，分别成立联共（布）中央监察委员会和苏联人民委员会苏维埃监察委员会。中央监察委员会的职责是：监督党和联共（布）中央委员会的决议的执行；审理违反党纪的人；审理违反党的道德的人。中央监委主席拉扎尔·莫伊谢耶维奇·卡冈诺维奇。1935年至1939年叶若夫担任主席，在此期间叶若夫伙同斯大林对苏共各级党委展开大规模清洗和屠杀。1939年1月党的十八大最终完成了对苏联监察体制的改造，规定党的监察委员会由中央委员会全体会议选举，并在联共（布）中央委员会领导下进行工作。安德烈·安德烈耶维奇·安德烈耶夫任联共中央监察委员会主席
1962年11月召开的苏共中央全会上，决定把党监察委员会改组为苏共中央党务委员会，其职能是审理对加盟共和国党中央、边区和州委关于开除党员和党内处分决定的上诉；成立党和国家统一的监察机关——苏共中央和苏联部长会议党和国家监察委员会，规定其任务是帮助党和国家实现苏共纲领，系统地检查党和政府指示的执行情况，进一步完善对共产主义建设的领导，执行党和国家的纪律和社会主义法制。 
1965年12月6日再次把党和国家的监督机构分开，原来的“党和国家监察委员会”改名为“人民监督委员会”，另一方面重新建立从属于苏共中央委员会的中央监察委员会，还取消了中央监察委员会对地方监察委员会的垂直领导，使地方监察委员会完全从属于当地党委。
1988年6月苏共第十九次代表会议，提出建立一个隶属于选举产生的权力机关的、统一的国家—社会监督体系。会议决定成立苏共中央监察和检查委员会。1990年7月，苏共二十八大确定党的监督机构由党代表大会选举产生，监察委员不得兼任苏共中央委员会委员，或担任苏共中央机关的工作人员。中央监察委员会主要职责是监督苏共中央及其机构对民主原则的遵循情况，采取措施反对官僚主义、主观主义、压制批评、滥用职权等现象。中央监察委员会成员有权参加中央委员会和各级委员会的会议，中央监察委员会主席和副主席有权出席政治局及苏共中央其他执行机构的会议。

## 历任中央监委主席
- 瓦列里安·弗拉基米罗维奇·古比雪夫（1923-1926）
- 格里戈里·康斯坦丁诺维奇·奥尔忠尼启则（1926-1930）
- 安德烈·安德烈耶维奇·安德烈耶夫（1930-1931）
- 扬·埃内斯托维奇·鲁祖塔克（1931-1934）
- 拉扎尔·莫伊谢耶维奇·卡冈诺维奇（1934-1935）
- 尼古拉·伊万诺维奇·叶若夫（1935-1939）
- 安德烈·安德烈耶维奇·安德烈耶夫（1939-1952）
- 马特维·费奥多罗维奇·什基里亚托夫(1952–1954)
- 尼古拉·什维尔尼克(1956–1966)
- 阿尔维德·佩尔谢(1966–1983)
- 米哈伊尔·索洛缅采夫 (1983–1988)
- 鲍里斯·普戈(1988-1991)